# 台湾桤木
臺灣赤楊又稱臺灣榿木、臺北赤楊、水柳柯、水柯仔等，為樺木科赤楊屬下的植物。

## 分布與生態
世界分布於琉球及臺灣，於臺灣廣泛分布於本島低海拔至 3000 公尺處，常會形成小塊的純林，多生於溪流兩旁、河谷、第二期森林，或有充足陽光照射之崩塌地開墾地，為森林演替之先驅物種。
於赤楊的根部可發現有固氮能力之根瘤，所以能夠於相對貧瘠的土地上生長。而赤楊屬均為多倍體，繁殖策略為以量致勝，因此能適應各種不同的環境，以得健壯速生的後代。

## 形態及特徵
臺灣赤楊為落葉性喬木，樹高可達 20 公尺，徑可達 40 公分，樹皮暗灰褐色，小枝光滑無毛，或於幼時略被短柔毛。

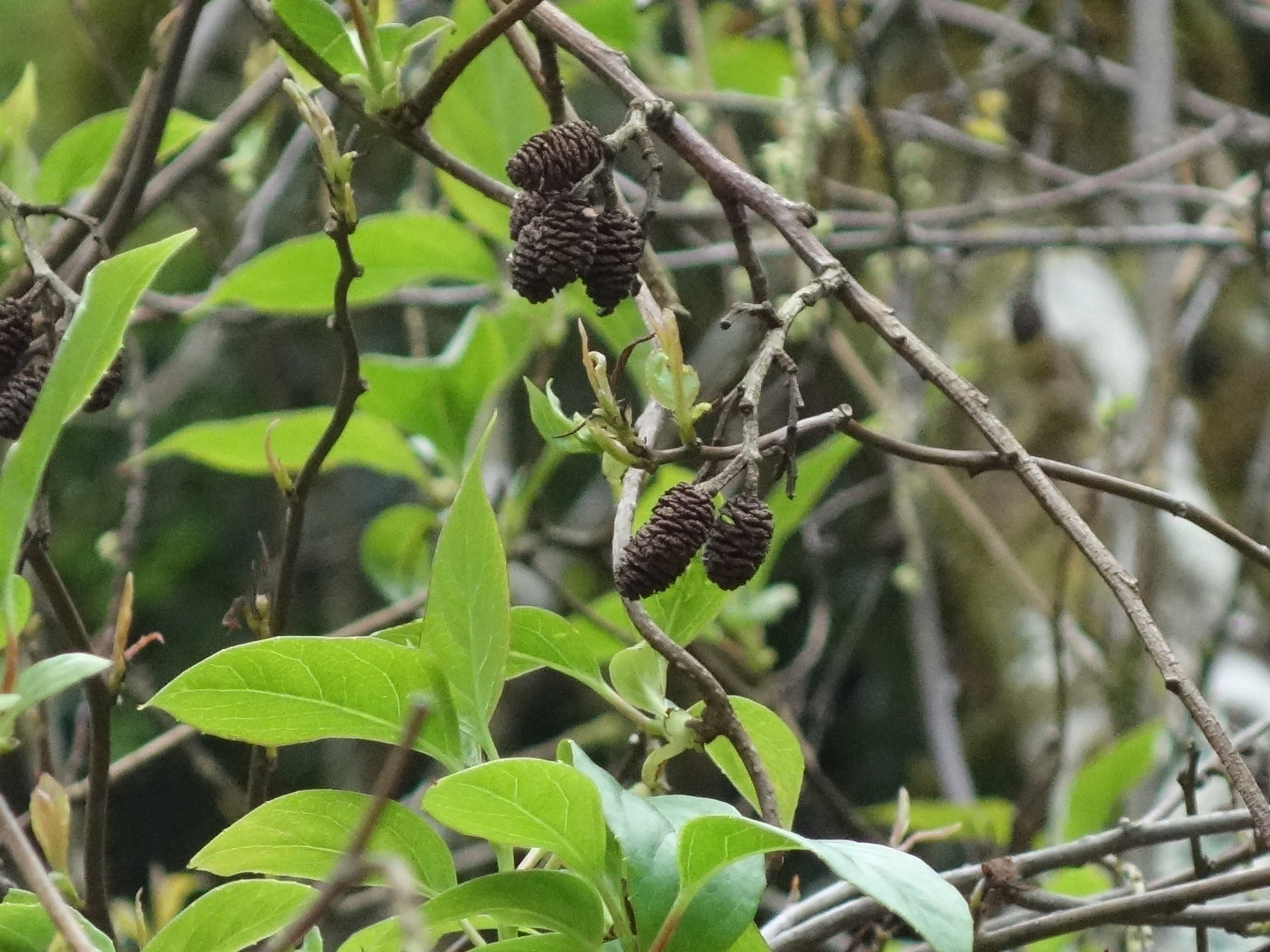
臺灣赤楊之毬果狀果序

葉互生，為單葉，葉形橢圓形至卵狀長圓形，長 6~12 公分，寬 2~5 公分，先端漸尖，基部寬楔形，葉緣細鋸齒狀，中肋及側脈於近軸面凹下而於遠軸面突起，側脈 6~7 對，部份側脈直達葉緣之鋸齒，其餘側脈則在抵達葉緣前朝先端彎曲；葉柄細，長約 1.5~2.5 公分。
花為單性，雌雄同株，雄花序著生於小枝先端，為下垂的葇荑花序，其苞片為菱形至圓形，內含 3 枚雄花，雄花含雄蕊 4 枚；雌花序著生於老枝先端，為短穗狀花序，苞片 5 裂，先端圓形，且木質化，長約 3~4 毫米，內有 2 枚雌花，沒有花被片，雌花有雌蕊 1 枚，花柱 2 枚，子房 2 室，每室含 1 枚胚珠。花期自秋天至隔年春天。
果序呈毬果狀，由雌花序發育而來，果梗（原雌花序花梗）長約 1.5 公分，1~3 個橢圓形果序著生於果枝上；木質苞片殘存，堅果小而扁平，有狹窄的翅，內含 1 枚種子，頂部有殘存的花柱。

## 價值及其他
於環境方面，赤楊的根部有根瘤菌固氮，所以能夠改善土壤品質；在種植方面，除了可作為庭植觀賞樹種或防風樹之外，也因為它是能夠於崩塌地生長的陽性先驅樹種，所以在造林和水土保持上也很重要；於經濟層面，其木材可供作紙漿，或作為栽培香菇或白木耳的段木。
除了上述功能，赤楊也與原住民的傳統文化有所關聯。如泰雅族的祖先遺訓謂於墾殖三年後栽植赤楊（泰雅語：、萬大泰雅語：:320），10~15 年後再耕，土壤便會再次肥沃。賽夏族的矮靈祭所使用的送靈儀式所使用的木材。赤楊亦為布農族祖先流傳的傳統造林樹種，布農語稱赤楊為 （巒群）或 （郡群），訓誡：「不種赤楊的人真是愚笨」；新開墾地種植小米、陸稻等主食作物2–3年，當地力衰退、收成漸少時，就會在田地上種植赤楊樹，從小就學習如何小心採集崩塌地的赤楊小苗移植到休耕的山田中，長到胸徑約10–20公分左右，就可以開始收穫赤楊，用於房屋搭建或水管架設，也可用於柴火，而保留最粗壯的赤楊，確保一直有品質優良的小苗；種過赤楊的土地再種小米會有較好的收成，也比較不會長雜草；赤楊也是所有權的標示，有種植赤楊的土地，別人就知道這塊地是有人開墾的而不去占用；赤楊用途廣，是生活所需要的重要木材，如當有需要卻要向別人乞討，會被視為懶惰及愚笨的人；布農族最盛大的祭典是射耳祭，其中一個過火儀式稱為「火祭」，以往火祭中一定會使用赤楊，並教導子孫應該像赤楊一樣正直、對部落有貢獻；九至十月農閒期間會舉辦運動會，其中一項是拔赤楊比賽；家屋內住有年輕男丁的家庭會在開墾季將赤楊斜放在屋簷上，宣告家屋內居住著已經有力量的真正男人。
而赤楊也有關於俗名的故事，如其中之一的水柯仔，早期來臺開墾的漢人以柯仔林為地名，因為赤楊能夠生長於崩塌地的特性，多少有警示崩塌可能於此處發生的意味。